# Old Man's Child
Old Man's Child est un groupe (one man band) de black metal symphonique norvégien, originaire d'Oslo. Le groupe est formé par Galder (anciennement Grusom ; de son vrai nom Thomas Rune Andersen), le seul membre permanent.

## Biographie
Formé en 1993, le groupe Old Man's Child est formé par Galder, précédemment connu sous le nom de Grusom, dont le vrai nom est Thomas Rune Andersen. Divers autres membres sont venus se greffer dans le groupe au fil des années, Galder demeurant le seul élément stable de la formation. En raison de ces fréquents changements, les concerts du groupe sont relativement rares. Les racines du groupe remontent à 1989 avec la formation d'un groupe de thrash et death metal appelé Requiem par Galder, Jardar et Tjodalv. Ils jouent des reprises de Slayer et Metallica mais ne publient qu'un seul album démo en 1990. Requiem se sépare en 1992,.
Depuis 1996, année de la signature de son contrat avec le label international Century Media Records, Old Man's Child a acquiert une renommée mondiale.
En 2000, Galder joue dans Dimmu Borgir, mais n'arrête pour autant de travailler au sein de Old Man's Child. Entre 2000 et 2005, Galder publie trois albums : Revelation 666 – The Curse of Damnation (2000), In Defiance of Existence (2003) et Vermin (2005). En juillet 2008, Old Man's Child annonce son entrée en studio pour l'enregistrement de son septième album, Slaves of the World, qui est publié en 2009.
Lors d'un entretien en 2011, Galder explique s'être principalement concentré sur la tournée avec Dimmu Borgir. Il explique cependant qu'il écrira un nouvel album pour Old Man's Child avec la possibilité d'une sortie en 2012,,,,.  Néanmoins, l'album en question ne sera jamais publié ; le groupe ayant été renvoyé par Century Media, son activité reste inconnue, Galder ayant pour le moment mis un terme à ses activités avec Dimmu Borgir.

## Membres

### Membre actuel
- Galder (Thomas Rune Andersen) – chant, guitare, basse, synthétiseur

### Anciens membres
- Tjodalv (Kenneth Åkesson) – batterie
- Byrnjard Tristan (Pål Ivar) – basse
- Gonde (Frode Forsmo) – basse
- Mennoch – basse
- Tony Kirkemo – batterie
- Gene Hoglan – batterie
- Grimar – batterie
- Nicholas Barker – batterie
- Jardar (Jon Øyvind Andersen) – guitare
- Nicholas Barker – batterie

## Discographie

### Albums studio
- 1994 : In the Shades of Life
- 1995 : Born of the Flickering
- 1997 : The Pagan Prosperity
- 1998 : Ill-Natured Spiritual Invasion
- 2000 : Revelation 666 - The Curse of Damnation
- 2003 : In Defiance of Existence
- 2005 : Vermin
- 2009 : Slaves of the World

### Autres albums
- In The Shades of Life (1994, démo)
- Devil’s Path/In The Shades of Life (1999, avec Dimmu Borgir)
- Sons of Satan/Gather for the Attack (2004, avec Dimmu Borgir)